# Giscó Estrità
Giscó (en púnic: 𐤂𐤓𐤎𐤊𐤍 grskn; en grec antic: Γίσκων, llatí: Gisco) va ser un ambaixador cartaginès del segle ii aC.
El senat de Cartago el va enviar a Roma l'any 149 aC, juntament amb Gil·limes, Hamílcar, Misdes i Magó, oferint la submissió per evitar la Tercera Guerra Púnica, però no va aconseguir res.